# 保原元二
保原 元二（ほばら もとじ、1883年〈明治16年〉2月2日 - 1968年〈昭和43年〉12月23日）は日本の治水技術者。北海道庁の技師として、在任中に立案された北海道の河川計画のすべてに関与していたと言われる。
また後半生においては、美術商としても活動した。

## 来歴

### 学生時代
1883年（明治16年）2月2日、宮城県仙台市大町5丁目で畳商を営む旧家にて、父・千代吉と母・タネの次男として生まれる。
小学校卒業後は商業学校を経て、第二高等学校に進学。在籍中には土井晩翠から英語を教わったという。
1904年（明治37年）、東京帝国大学工科大学へ進学し、広井勇のもとで橋梁工学を学ぶ。

### 北海道庁時代

#### 明治時代
1910年（明治43年）7月25日、広井の勧めを受けて北海道庁に就職し、札幌市に転居する。折しも道庁では河島醇長官の下、北海道拓殖十五年計画（第一期）の初年度を迎えており、事業手に任じられた保原は、最初の仕事として夕張川の測量調査を命じられた。
当時の夕張川は千歳川に注いでおり、合流点近くには河道の屈曲がひどいせいで流木が溜まりやすいことから「木詰（）」と名づけられた地区があって、そこの農家が測量の拠点となった。保原は木詰から東へ向かって、手つかずの原野を細く切り開きながら13里の行程を進んでいき、一度などは遭難して死を覚悟する事態にもなったが、なんとか終点の栗山に到着するころには雪もちらつく11月になっていた。栗山の丘に立って遠く江別の富士製紙工場の煙突を望んだ保原は、その煙突を目標として夕張川の流路を一直線に改修し、石狩川へと直接流すというアイディアを得たという。
夕張川の調査を終えて札幌に帰投した翌日、保原は西村土木部長から網走への出張を命じられた。さらに同年の冬には、釧路川新水路の調査も行っている。釧路湿原内での測量は、結氷する冬でなければ実施できないからである。

#### 大正時代
1911年（明治44年）4月7日付で技手に任じられた後、6月17日付で技師に昇格し、内閣辞令をもって高等官七等に叙せられる。同年から1915年（大正4年）までは、豊平川治水調査に従事した。
1916年（大正5年）から1917年（大正6年）にかけて、オサラッペ川の調査計画に携わる。
1918年（大正7年）、岡崎文吉を所長とする石狩川治水事務所が発足し、保原は本庁と同事務所の兼務を命じられる。しかし同年、北海道庁に新設された勅任技師の座に名井九介が就き、自他ともに同職位への就任を予期されていた岡崎は、道庁を去ることになる。
1919年（大正8年）から1923年（大正12年）にわたり、本庁で北海道各地の河川改修計画の立案を手掛けつつ、着工に必要となる内務省の認可を得る職務に力を注ぐ。特に、初仕事の現場であった夕張川については、水害対策のため分水路を造成してほしいという南幌町からの陳情を受け、保原が笠井信一長官に懇願したことで実現に至ったと言われている。
1924年（大正13年）4月1日、札幌土木事務所との兼勤を命じられて、3代目豊平橋の架け換え工事の応援に加わり、河川堤防を担当した。
1924年（大正14年）4月1日、一定金額の範囲内で入札執行の権限を持つ、物品取扱主任を命じられる。

#### 昭和時代
1927年（昭和2年）、北海道拓殖計画の第二期が開始し、進行中の夕張川に加えて豊平川の工事も始動する。保原は着工の準備に忙殺されていたが、欧米出張を命じられて、同年4月19日に日本を発った。この出張の過程で専門の土木技術について大きく学んだと思われるが、大英博物館を訪れた際に日本文化コレクションを見たことがきっかけで、美術品にも興味を抱くようになる。
1928年（昭和3年）2月26日、日本に帰国。同年4月1日、新設された札幌第二治水事務所長となった。第一治水事務所が石狩川の本流を担当するのに対し、第二治水事務所の管轄はその他の支川で、表向きは業務が拡大したために2分割されたことになっていたが、実際は保原に所長のポストを用意するための措置であったという。
1932年（昭和7年）4月1日、第一と第二の事務所が合併して、ひとつの札幌治水事務所となる。保原は新事務所の所長に就任するが、この年の北海道は前年から続く大凶作に加えて大水害にも見舞われ、日本政府は救済のために「時局匡救工事」を起こした。これは道路・河川・土地改良など、包括的な事業を農村地帯全域に興すことを要請したものである。
それまでの石狩川治水事業は、石狩川下流・夕張川・豊平川のみを対象としていたが、時代背景を鑑みた保原は、事業の地区拡大を行った。例として1932年には千歳川の11か所の切替工事や旭川市街堤防工事、1934年（昭和9年）には深川市街堤防工事が新規着工されている。
1936年（昭和11年）、保原が長年気にかけていた夕張川新水路が、ついに通水の時を迎える。また同年秋の昭和天皇の行幸に際しては、日鋼室蘭埠頭に浮桟橋を設計設置する統括業務を担った。
1937年（昭和12年）4月19日、道庁を退官する。

### 昭和工業社長時代
北海道庁を退職したのちの保原は、「昭和工業」という土建会社の社長に就任した。同社は栗山町に本社を置き、主に日本製鋼所室蘭製作所からの仕事を請け負っていた。栗山に拠点が置かれた理由は、同社の資金が地元の実業家である2代目小林米三郎に大きく依拠していたためだが、そのほかに日鋼室蘭の関連会社たる日本電気冶金や北海コンクリートが設立中という新興工業地帯となっていたこと、保原が生まれ育った宮城県からの移住者によって拓かれた町であること、そして夕張川切替工事の栗山工場の責任者としてなじみがあったことが考えられる。
昭和工業の経営陣を見ると、保原の道庁時代の部下であった田上稔が専務に就き、また日鋼からは宮沢安民が参加している。現場を担当するのは常務の児玉庄之助で、その補佐には馬場。さらに技術社員として、駒峯哲と河合二郎らが施工管理を担い、いずれも治水出身者で固められていた。
当時は日鋼の拡張時代にあたり、従業員の急激な増加で御前水や母恋の社宅が逼迫したことから、東町のイタンキ沼を埋め立てて日鋼東町住宅街が建設され、昭和工業はその工事にも携わっていた。日鋼の東町社宅建設が、後に室蘭市勢の東方延伸に際しての足掛かりとなったことを鑑みると、昭和工業の果たした役割は小さなものでないと言える。最盛期の昭和工業は毎月の受注額が1000万円を下らず、その勢いは地崎組や菅原組と比べても引けを取らないものだったという。
しかし1945年（昭和20年）8月15日に太平洋戦争が日本の敗戦で終結すると、日鋼室蘭の仕事はなくなり、昭和工業は各人で生きる術を見出さざるを得ない状況となった。室蘭では田上専務の娘婿である足永勇が「昭和土木」を設立して、夕張で北海道炭礦汽船の仕事を細々と請け負い、また札幌では保原の治水事務所時代の部下であった手代木忠一が「北日本工業」を設立して石狩川治水の工事に参入し、糊口をしのいだ。いわば昭和工業の系譜は、室蘭と札幌の2つに分離して紡がれることとなったのであり、旧名で復活することはついになかった。
すでに老境に差し掛かっていた保原は、表立って昭和工業の再建に動いたりせず、長男の宮本英男と養子の保原信亮を北日本工業に託して、自らは監査役の地位に退いた。

### 美術商時代
保原は北海道庁を退官する前、東京の成城町に住居を建てていた。これは次男の光雄の東京帝国大学進学に備えるためであり、保原は妻子の居る東京と会社のある札幌との往復生活を送ることとなった。
札幌における保原の拠点となったのが料亭「西の宮」で、当時の中島公園そば、後の札幌パークホテル敷地の北隅に所在していた。日本に進駐していたアメリカ軍の真駒内キャンプ建設工事で何か問題が起こると、行政側の幹部と工事請負会社の幹部とがアメリカ軍将校を招き、「西の宮」を舞台として打ち合わせを行うことがあったという。
もっとも、保原の関心は料亭の経営よりも美術商としての活動に向けられていた。絵画では故郷仙台の画家である菅井梅関の作品を多く収集し、書では頼山陽・勝海舟・山岡鉄舟・高橋泥舟・本居宣長・中林梧竹・巌谷一六・日下部鳴鶴などを好んだ。刀剣については東京の加藤に教わり、後に日本刀剣会初代北海道支部長となる久慈林喜炳を「西の宮」に住まわせていたこともあった。
古美術商として扱った作品の中には蠣崎波響の「狆鉄線花図」や、頼三樹三郎の詩、そして日本の国宝に指定された龍門延吉の太刀が含まれている。
「西の宮」は1962年（昭和37年）12月の札幌パークホテル開業の前に、南32条へと移転して「新西の宮」となった。だがこのころから、保原は老いから来る体の衰えを隠し切れなくなる。1963年（昭和38年）に妻の勝子が死去した後、再び東京の土を踏むことはなかった。
1967年（昭和42年）秋、「新西の宮」にて最後の大売立てを行い、1000万円以上を売り上げる。
1968年（昭和43年）12月23日、入浴中に倒れ、85歳で没した。

## 人物
- 北海道庁が河川計画を立てても、実際の着工には内務省からの認可が必要であったが、それに関して「内務省の折衝には、保原でないと駄目だ。保原をやれ」と言われていた[10]。理由について「お役人タイプというより頭が低く実業人タイプだったから」折衝に向いていたのだろうと、保原の長男である宮本英男が語っている[10]。
- 札幌治水事務所の所長を務めていたとき、官舎が治水事務所のすぐ裏にあったため、朝の早い保原は午前5時ころから所長室に入って決済の判を押していた[15]。他の職員が出勤してくる9時には、必要事項を指示したうえで現場へと出向いたが、どこの現場なのかわからないため、部下が探すのに苦労したという[15]。
- 美術商としては、扱う物のスジが良く、東京の自宅に出入りする業者も刀剣では柴田、軸物では中川寿泉堂と、一流ばかりであった[28]。

## 足跡
保原が主導した夕張川の切替工事によって度重なる水害から救われた南幌町では、毎年7月1日を「治水感謝の日」として全町公休日に定め、感謝祭を執り行っている。
1939年（昭和14年）11月24日には、畑正吉による保原の胸像が義経神社内に建てられたが、太平洋戦争の戦況悪化に伴う銅像供出の対象となって失われた。残された台石の上には、代わりとして彰徳碑が建てられたが、戦後になって胸像再建の気運が高まり、1961年（昭和36年）に2代目の胸像が作られた。その後、胸像と彰徳碑は三重緑地公園内に移転されている。
また長沼町の長沼神社にも「故保原元二之碑」が建てられ、7月2日には水祭りが行なわれている。

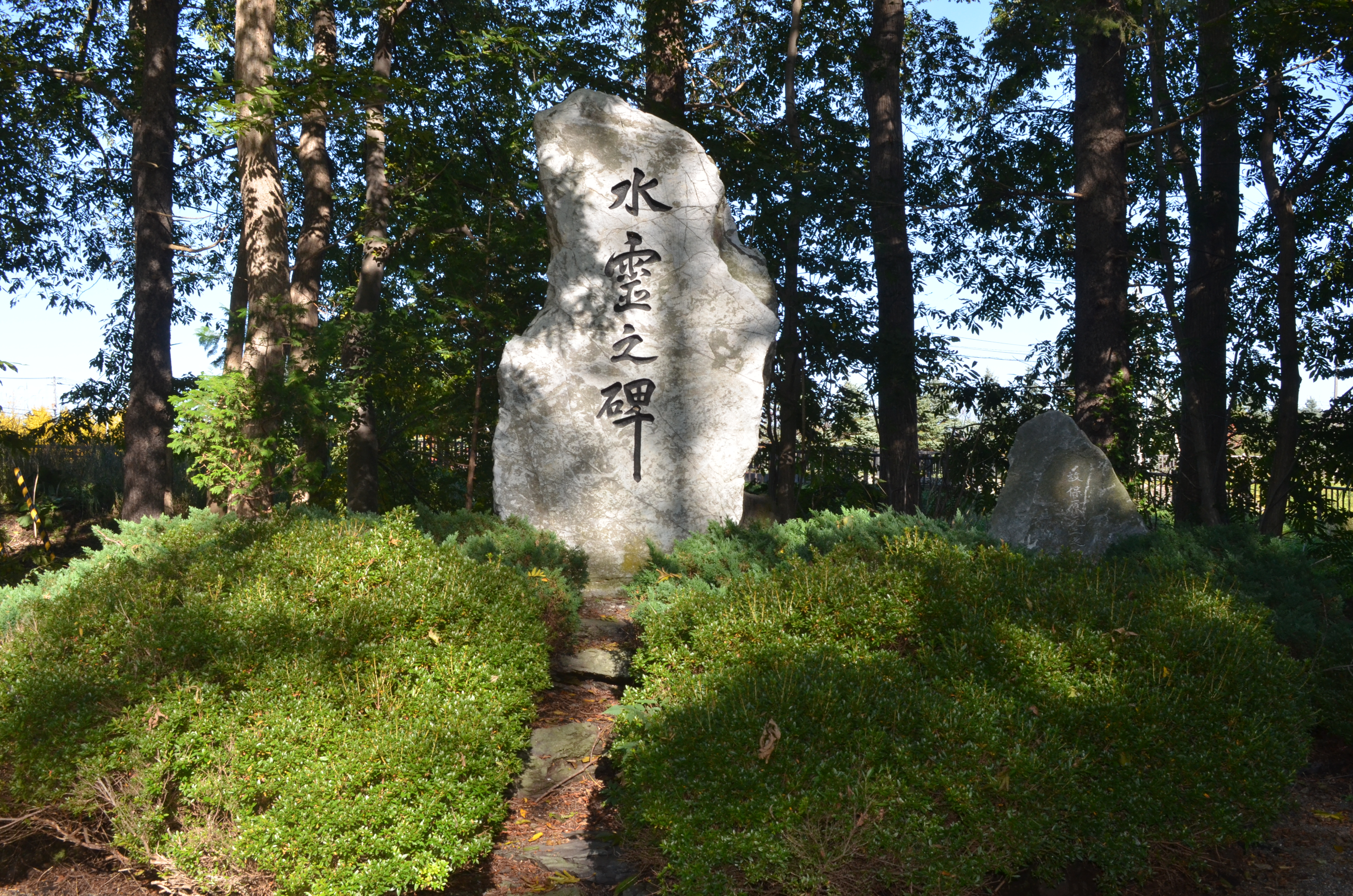
長沼神社の故保原元二之碑（右）